# Lembois kyrka

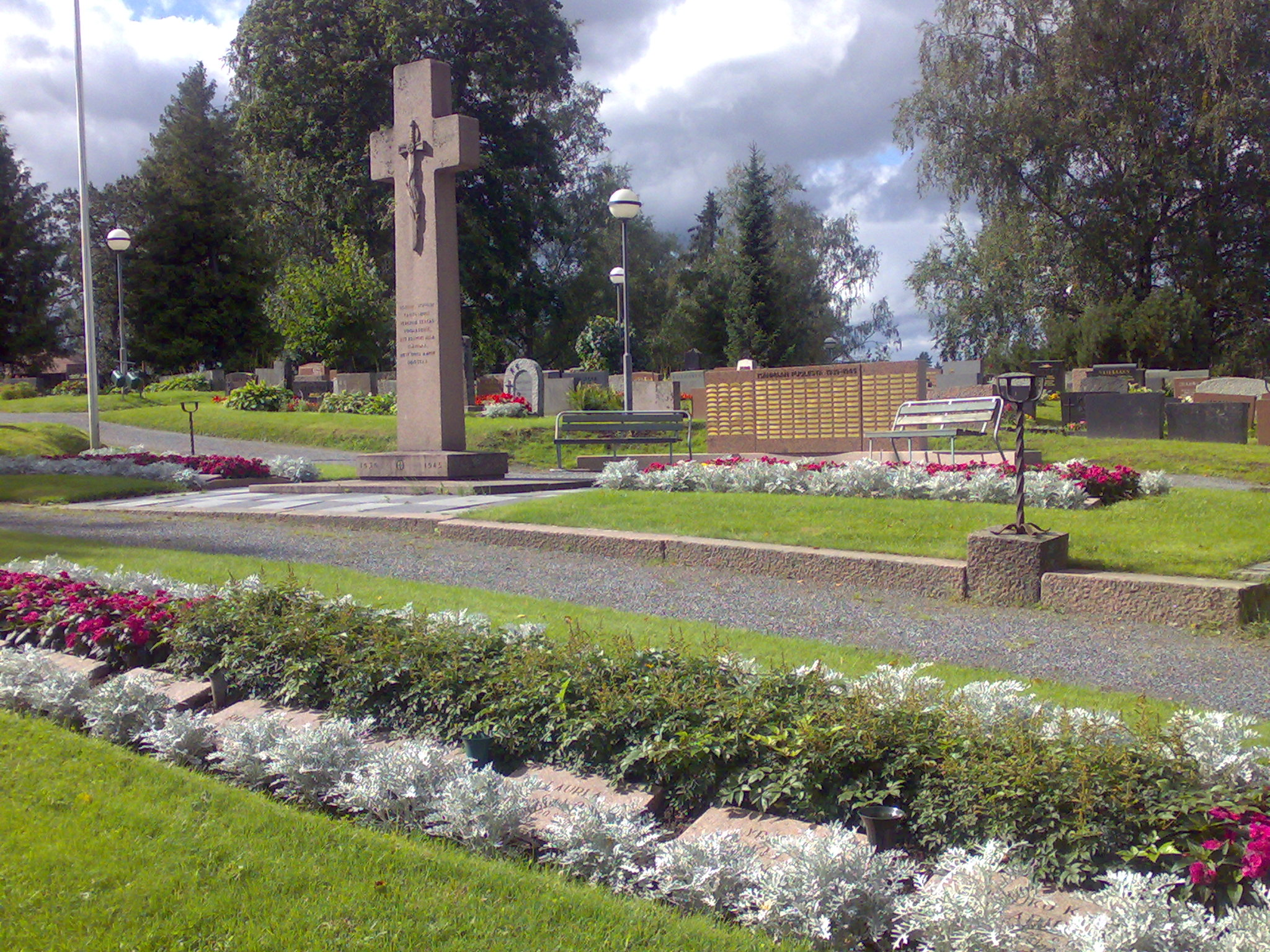
Hjältegravarna vid Lembois kyrka.

Lembois kyrka eller St:a Birgitta kyrka är en medeltida grå stenkyrka i centrala Lembois. Kyrkan är tillägnad  den Heliga Birgitta. Kyrkan byggdes kring 1502–1505 och är fortfarande i bruk som luthersk kyrka av Lembois församling. Kyrkan har lokaliserats på landskapsgränsen och har därmed fått arkitektoniska influenser från både Satakunda och Tavastland. Kyrkan rymmer cirka 650 personer. Under sommaren är den en vägkyrka. 

## Historik
Sedan Lembois och Vesilax gemensamma sockenkyrka i Aimala brann i början av 1400-talet i början byggdes Lembois första egna kyrka 1418–1419. Denna kyrka måste ha gjorts av trä och fanns sannolikt på samma plats som den nuvarande kyrkan. Lembois nämns första gången år 1455.
Kyrkan har genomgått många förändringar. Den största ändringen gjordes under perioden 1835 till 1838, då kyrkan utvidgades från en enskeppig kyrksal till korskyrka. Utvidgningen behövdes för att befolkningen vuxit i antal. Samtidigt revs det gamla vapenhuset och Såtevalla herrgårds gravkor. Samtidigt fick varje korsarm ett gotiskt klöverfönster. Kyrkan renoverades senare 1895 och på 1920-talet av arkitekt Ilmari Launis. Den senaste stora renoveringen slutfördes 1984.

## Inventarier
Det enda bevarade medeltida föremålet är ett krucifix ovanför altaret. Det anskaffades troligen till kyrkans invigning. Kyrkans fyrdelade altartavla målades 1759 av Johann Georg Geitel, en konstnär från Åbo. Temat är Nattvarden, Kristus i Getsemane, Korsfästelsen och Kristi uppståndelse. Kyrkan har också en nyare altartavla som målades av Kaarlo Enqvist-Atra 1902. Inga altartavlor är placerade vid själva altaret. 

## Klockstapel
Klockstapeln står öster om kyrktorget. Den byggdes ursprungligen av byggmästaren Mikael Lajander från Tyrvis. Den har genomgått många renoveringar och ombyggnader. I bottenvåningen finns ett litet kyrkomuseum.

## Predikstol
Predikstolen från 1839 är utförd i nygotisk stil och anskaffad vid kyrkans utvidgning. 

## Orgel
Kyrkans orgel har 31 stämmor och är byggd av orgelbyggaren Veikko Virtanen 1987.